# Litworowy Staw Gąsienicowy
Litworowy Staw Gąsienicowy nebo jen Litworowy Staw případně Sobkowy Staw je ledovcové jezero ve skupině Gąsienicowých Stawů ve Vysokých Tatrách v Polsku. Nachází se v západní části Doliny Zielone Gąsienicowe pod Kasprovým vrchem. Má rozlohu 0,4800 ha a je 116,5 m dlouhé a 66,4 m široké. Dosahuje maximální hloubky 1,1 m a objem vody v něm činí 2720 m³. Leží v nadmořské výšce 1618 m.

## Okolí
Jezero má kapkovitý tvar. V jižní části se zužuje do špičky a na severu je částečně zarostlé ostřicí svišťovou. Jižně od plesa se nacházejí Zielony Staw Gąsienicowy a Kotlinowy Stawek a na severozápadě Troiśniak.

## Vodní režim
Na jižním konci do jezera ústí stálý potok ze Zieloneho Stawu Gąsienicoweho a na západním konci ústí druhý potok od jihu, který vzniká soutokem dvou menších potoků bezprostředně u břehu plesa. Voda odtéká na sever jen za vysokého stavu vody do Mokre Jamy a částečně mizí v ponorech, které se nacházejí u plesa a jeden z nich je propojen s Goryczkowym Wywierzyskem v Dolině Bystrej. Rozměry jezera v průběhu času zachycuje tabulka:
| Rok  | Měření prováděl  | Rozloha ha | Délka m | Šířka m | Hloubka max.m | Objem m³ |
| ---- | ---------------- | ---------- | ------- | ------- | ------------- | -------- |
| —    | WET              | 0,48       | 116,5   | 66,4    | 1,1           | —        |
| 2004 | satelitní snímek | 0,407      | —       | —       | —             | —        |
| 2005 | Gregor, Pacl     | 0,4800     | —       | —       | 1,1           | 2 720    |

## Přístup
Černá turistická značka od dolní stanice lanovky na Kasprov vrch vede několik desítek metrů od jeho východního břehu.